# رالف دالتون كورنيل
رالف دالتون كورنيل (بالإنجليزية: Ralph Dalton Cornell)‏ هو مهندس المناظر الطبيعية أمريكي، ولد في 11 يناير 1890 في هولدريج في الولايات المتحدة، وتوفي في 6 أبريل 1972 في لوس أنجلوس في الولايات المتحدة.